# Iúçufe I de Granada
Iúçufe I ou Yusuf I (29 de julho de 1318 - 19 de outubro de 1354), nascido Abu Alhajaje Iúçufe ibne Ismail (em árabe: أبو الحجاج يوسف بن إسماعيل; romaniz.: Abu al-Hajjaj Iusuf ibn Ismail) e chamado pelo nome real de Almuaiade Bilá (em árabe: المؤيد بالله; romaniz.: al-Muayyad billah, lit. "Aquele que é ajudado por Deus"), foi o sétimo sultão do Reino Nacérida de Granada, na Península Ibérica. Terceiro filho de Ismail I (r. 1314–1322), foi governou entre 1333 e 1354, depois que seu irmão Maomé IV (r. 1325–1333) foi assassinado por dois oficiais revoltosos do exército, seja por vingança ao destino de seu pai, ou pela política amigável do sultão para com os cristãos.
Chegando ao trono aos quinze anos, foi inicialmente tratado como menor e recebeu apenas poderes limitados de seus ministros e de sua avó Fátima. Em fevereiro de 1334, seus representantes conseguiram um tratado de paz de quatro anos com os vizinhos de Granada, Castela e o Império Merínida e ao qual Aragão se juntou em maio. Depois de ganhar mais controle do governo, em 1338 ou 1340 expulsou a família Banu Abi Alulá, que planejou o assassinato de seu irmão e era a líder dos Voluntários da Fé - soldados norte-africanos que lutaram por Granada. Depois que o tratado expirou, se aliou ao merínida Alboácem Ali ibne Otomão (r. 1331–1348) contra Afonso XI (r. 1312–1350). Depois de obter uma importante vitória naval em abril de 1340, a aliança merínido-granadina foi derrotada de forma decisiva em 30 de outubro, na desastrosa Batalha do Salado. Em suas consequências, Iúçufe foi incapaz de impedir Castela de tomar vários castelos e cidades de seu país, incluindo Alcalá de Benzaide, Locubín, Priego e Benamejí. Em 1342–1344, Afonso XI sitiou o porto estratégico de Algeciras. Iúçufe liderou suas tropas em ataques alternativos ao território castelhano e, mais tarde, enfrentou o exército sitiante, mas a cidade caiu em março de 1344. Seguiu-se um tratado de paz de dez anos com Castela.
Em 1349, Afonso XI quebrou o tratado e invadiu novamente, sitiando Gibraltar. Iúçufe foi responsável pelo abastecimento do porto sitiado e liderou contra-ataques a Castela. O cerco foi levantado quando Afonso XI morreu de Peste Negra em março de 1350. Por respeito, Iúçufe ordenou que seus comandantes não atacassem o exército castelhano enquanto se retiravam dos territórios granadinos carregando o corpo de seu rei. Assinou um tratado com o filho de Afonso e sucessor Pedro I (r. 1350–1366), até mesmo enviando suas tropas para reprimir uma rebelião doméstica contra o rei castelhano, conforme exigido pelo tratado. Sua relação com os merínida se deteriorou quando forneceu refúgio aos irmãos rebeldes do sultão Abu Inane Faris (r. 1348–1358). Foi assassinado por um louco enquanto orava na Grande Mesquita de Granada, no dia de Eid al-Fitr, 19 de outubro de 1354.
Em contraste com as perdas militares e territoriais sofridas durante seu reinado, o reino floresceu nos campos da literatura, arquitetura, medicina e direito. Entre outras novas construções, construiu a Madraça Iuçúfia dentro da cidade de Granada, bem como a Torre da Justiça e vários acréscimos ao Palácio de Comares de Alhambra. Grandes figuras culturais serviram em sua corte, incluindo o hájibe Abu Nuaim Riduão, bem como o poeta Ibne Aljaiabe e o polímata ibne Alcatibe, que consecutivamente serviram como seus vizires. Os historiadores modernos consideram seu reinado, e o de seu filho Maomé V (r. 1354–1359, 1362–1391), como a era de ouro do reino.

## Antecedentes
Fundado por Maomé I na década de 1230, o Reino de Granada foi o último Estado muçulmano na Península Ibérica. Por meio de uma combinação de manobras diplomáticas e militares, conseguiu manter sua independência, apesar de estar localizado entre dois vizinhos maiores: a cristã Coroa de Castela ao norte e o muçulmano Império Merínida do outro lado do mar no atual Marrocos. Granada intermitentemente entrou em aliança ou entrou em guerra com esses dois poderes, ou os encorajou a lutar um contra o outro, a fim de evitar ser dominado por qualquer um deles. De vez em quando, os sultões de Granada juravam fidelidade e prestavam homenagem aos reis de Castela, uma importante fonte de renda para Castela. Do ponto de vista de Castela, Granada era um vassalo real, enquanto fontes muçulmanas nunca descreveram o relacionamento como tal. Maomé I, por exemplo, ocasionalmente declarou sua fidelidade a outros soberanos muçulmanos.
O predecessor de Iúçufe, Maomé IV, procurou a ajuda do Império Merínida para conter uma ameaça de uma aliança de Castela e o poderoso comandante granadino Otomão ibne Abi Alulá, que apoiou um pretendente ao trono numa guerra civil. Em troca da aliança, teve que ceder Ronda, Marbelha e Algeciras. Posteriormente, as forças merínido-granadinas capturaram Gibraltar e se defenderam de uma tentativa castelhana de retomá-la, antes de assinar um tratado de paz com Afonso XI e Alboácem Ali ibne Otomão um dia antes de seu assassinato. Enquanto o assassinato real de Maomé IV foi executado por um escravo chamado Zaiane, os instigadores foram os próprios comandantes de Maomé, Abu Tabite ibne Otomão e Ibraim ibne Otomão. Eram os filhos de Otomão ibne Abi Alulá, que morreu em 1330, e seus sucessores como líderes dos Voluntários da Fé, o corpo de norte-africanos que lutava na Península Ibérica por Granada. De acordo com ibne Caldune, os dois irmãos decidiram matar Iúçufe devido à sua proximidade com o sultão merínida Alboácem - seu inimigo político - enquanto, de acordo com as crônicas castelhanas, foi por causa da maneira amigável como tratou Afonso XI na conclusão do cerco.
Como resultado das cessões de Maomé aos merínidas e da tomada de Gibraltar, os merínidas tinham guarnições e territórios consideráveis em terras tradicionalmente granadinas no Alandalus (a parte controlada por muçulmanos da Península Ibérica). Seu controle de Algeciras e Gibraltar - dois portos do estreito de Gibraltar - deu-lhes a capacidade de mover tropas facilmente entre o Norte da África e a Península Ibérica. O controle desses portos e das águas ao seu redor também era um objetivo importante para Afonso XI, que queria deter a intervenção do Norte da África na península.

## Vida

### Primeiros anos
Abu Alhaje Iúçufe ibne Ismail nasceu em 29 de junho de 1318 (28 Rabi Altani 718 AH) em Alhambra, o complexo palaciano fortificado da dinastia nacérida do Reino de Granada. Era o terceiro filho do sultão reinante, Ismail I (r. 1314–1322), e um irmão mais novo do futuro Maomé IV. Ismail teve quatro filhos e duas filhas, mas Iúçufe era o único filho de sua mãe, Baar. Era uma um ualade (concubina libertada) originalmente das terras cristãs, descrita como "nobre em boas ações, castidade e equanimidade" pelo vizir de Iúçufe, o historiador ibne Alcatibe. Quando Ismail foi assassinado em 1325, foi sucedido por Maomé, de dez anos, que governou até ser assassinado em 25 de agosto de 1333, quando voltava para Granada depois de repelir um cerco castelhano a Gibraltar, juntamente com os merínidas. Ibne Alcatibe descreveu o jovem Iúçufe como "de pele branca, naturalmente forte, tinha uma figura fina e um caráter ainda mais fino", com olhos grandes, cabelo escuro e liso e uma barba espessa. Ainda escreveu que gostava de "se vestir com elegância", estava interessado em arte, arquitetura, um "colecionador de armas" e "tinha alguma habilidade mecânica". Antes de sua ascensão, morava na casa de sua mãe.

### Ascensão
A dinastia nacérida não tinha uma regra específica de sucessão, e as fontes não explicam por que foi escolhido em vez do segundo filho de Ismail, Faraje, que era um ano mais velho. Existem diferentes relatos sobre onde foi proclamado e quem o escolheu. De acordo com os historiadores L. P. Harvey e Brian Catlos, que seguem o relato das crônicas castelhanas, o hájibe (camareiro) Abu Nuaim Riduão, que esteve presente no assassinato de Maomé IV, cavalgou rapidamente à capital, chegando no mesmo dia, e após consulta com Fátima binte Alamar (mãe de Ismail e avó de Maomé e Iúçufe) providenciou a declaração de Iúçufe como o novo sultão. A proclamação ocorreu no dia seguinte, 26 de agosto (14 Du Alhija 733 AH). Outro historiador moderno, Francisco Vidal Castro, escreve que a declaração e o juramento de fidelidade ocorreram no acampamento muçulmano perto de Gibraltar, em vez de na capital, e que os responsáveis pelo assassinato, os irmãos Banu Abi Alulá, foram os únicos que o proclamaram.
Chegando ao trono aos quinze anos, foi inicialmente tratado como um menor e, de acordo com ibne Alcatibe, sua autoridade se limitava a apenas "escolher o que comer de sua mesa". Sua avó, Fátima, e o hájibe Riduão tornaram-se seus tutores e exerciam alguns poderes de governo, juntamente com outros ministros. Após sua ascensão, tomou o lacabe (nome honorífico ou real) Almuaiade Bilá ("Aquele que é auxiliado por Deus"). O fundador da dinastia Maomé I havia tomado um lacabe (Algalibe Bilá, "Vencedor pela graça de Deus"), mas os sultões subsequentes até Iúçufe não adotaram essa prática. Depois dele, isso foi feito por quase todos os sultões. De acordo com as crônicas castelhanas, solicitou imediatamente a proteção de Alboácem Ali, aliado de seu falecido irmão.

### Eventos políticos e militares

#### Paz
A paz que Maomé IV garantiu após o cerco de Gibraltar foi, pelos princípios da época, anulada por sua morte, e representantes de Iúçufe se reuniram com os de Afonso XI e Alboácem Ali. Assinaram um novo tratado em Fez, a capital do Império Merínida, em 26 de fevereiro de 1334 com uma duração de quatro anos. Como os tratados anteriores, autorizava o livre comércio entre os três reinos, mas, excepcionalmente, não incluía o pagamento de tributos de Granada a Castela. Os navios merínidas deveriam ter acesso aos portos castelhanos, e Alboácem Ali prometeu não aumentar suas guarnições na Península Ibérica - mas ainda poderia rotacioná-las. A última condição era favorável não apenas para Castela, mas também para Granada, que estava desconfiada de um possível expansionismo merínida na península. Além disso, Afonso IV (r. 1327–1336) concordou em aderir ao tratado em maio de 1334 e assinou seu próprio acordo com Iúçufe em 3 de junho de 1335. Após a morte de Afonso IV em janeiro de 1336, seu filho Pedro IV (r. 1336–1387) renovou o tratado bilateral granadino-aragonês por cinco anos, inaugurando um período de paz entre Granada e todos os seus vizinhos.
Com o tratado em vigor, os monarcas redirecionaram suas atenções para outro lugar: Afonso XI reprimiu seus nobres rebeldes, enquanto Alboácem Ali travou guerra contra o Reino de Tremecém dos ziânidas no Norte da África. Durante esses anos, Iúçufe agiu contra a família Banu Abi Alulá, os mentores do assassinato de Maomé IV. Em setembro de 1340 (ou 1338), Abu Tabite ibne Otomão foi removido de seu posto como Chefe Geral dos Voluntários e substituído por Iáia ibne Omar, da família Banu Rau. Abu Tabite foi expulso junto com seus três irmãos e toda a família ao Reino Haféssida de Tunis. Harvey comenta que "pelos padrões dos atos de vingança naquela época (...) isso era bastante contido", provavelmente porque Iúçufe não queria criar tensões desnecessárias com os voluntários norte-africanos.

#### Guerra merínido-granadina contra Castela
Na primavera de 1339, após a expiração do tratado, as hostilidades recomeçaram com os ataques dos merínidas ao interior de Castela. Seguiram-se confrontos entre Castela de um lado e os dois reinos muçulmanos do outro. Granada foi invadida por tropas castelhanas lideradas por Gonçalo Martins de Oviedo, mestre da Ordem de Alcântara, que atacou Locubín, Alcalá de Benzaide e Priego. Por sua vez, Iúçufe liderou um exército de oito mil no cerco de Siles, mas foi forçado a levantar o cerco pelas forças do mestre da Ordem de Santiago, Afonso Melendes de Gusmão.[b] A rivalidade pessoal entre Martins e de Gusmão parece ter feito o primeiro desertar para Iúçufe, mas logo foi capturado pelas forças castelhanas, enforcado como um traidor e seu corpo queimado. O comandante merínida na península, Abu Maleque Abde Aluaide, filho de Alboácem Ali, morreu durante uma batalha com Castela em 20 de outubro, mas as forças merínidas continuaram a devastar as fronteiras castelhanas até serem derrotadas em Xerez. Ao mesmo tempo, as forças nacéridas alcançaram sucessos militares, incluindo a conquista de Carcabuey.
No outono de 1339, a frota aragonesa comandada por Godofredo Gillabert tentou atracar perto de Algeciras, mas foi expulsa depois que seu almirante foi morto. Em 8 de abril de 1340, uma grande batalha ocorreu ao largo de Algeciras entre a frota castelhana sob o comando de Afonso Godofredo Tenório e uma frota maior merínido-granadina sob o comando de Maomé Alazafi, resultando numa vitória muçulmana e na morte de Tenório. A frota muçulmana capturou 28 galeras das 44 da frota castelhana e sete naus. Alboácem Ali viu a vitória naval como prenúncio à conquista de Castela. Cruzou o estreito de Gibraltar com seu exército, incluindo máquinas de cerco, suas esposas e toda a sua corte. Desembarcou em Algeciras em 4 de agosto, foi acompanhado por Iúçufe e sitiou Tarifa, um porto castelhano no estreito, em 23 de setembro. Afonso XI marchou para aliviar Tarifa, acompanhado por tropas portuguesas lideradas por seu aliado, o rei Afonso IV (r. 1325–1357). Chegaram a cinco milhas (oito quilômetros) de Tarifa em 29 de outubro, e Iúçufe e Alboácem Ali se moveram para recebê-los. Afonso XI comandava oito mil cavaleiros, 12 mil infantes e um número desconhecido de milícias urbanas, enquanto Afonso IV tinha mil homens. A força muçulmana não é clara: fontes cristãs contemporâneas afirmavam exagerados 53 mil cavaleiros e 600 mil infantes; enquanto o historiador moderno Ambrosio Huici Miranda em 1956 estimou sete mil soldados granadinos e 60 mil merínidas. Crucialmente, os cavaleiros cristãos tinham armaduras muito melhores do que a cavalaria muçulmana, mais levemente equipada.

#### Batalha do Salado

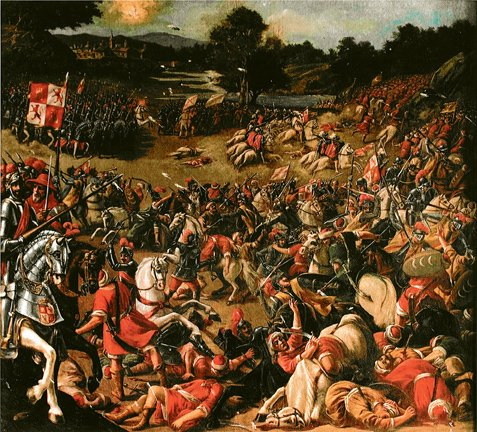
Batalha do Salado segundo pintura do século XVII

A resultante Batalha do Salado (também conhecida como Batalha de Tarifa), em 30 de outubro de 1340, foi uma vitória cristã decisiva. Iúçufe, que usava um capacete dourado na batalha, fugiu do campo após um ataque das tropas portuguesas. O contingente granadino inicialmente defendeu-se e estava prestes a derrotar Afonso IV num contra-ataque, mas foi derrotado quando chegaram reforços cristãos, deixando para trás os seus aliados merínidas. Os merínidas também foram derrotados na batalha principal contra os castelhanos, que durou das 9h ao meio-dia. Harvey opinou que a chave à vitória cristã - apesar de sua desvantagem numérica - foram suas táticas de cavalaria e armadura superior. As táticas muçulmanas - que se concentravam na cavalaria com armadura leve e alta mobilidade - eram adequadas à batalha aberta, mas no campo de batalha relativamente estreito do rio Salado, a formação cristã de cavaleiros armados atacando numa linha de batalha bem formada tinha uma vantagem decisiva.
No rescaldo, as tropas cristãs saquearam o acampamento muçulmano e massacraram as mulheres e crianças, incluindo a rainha de Alboácem, Fátima, filha do califa haféssida Abu Iáia Abu Becre II (r. 1318–1346) - para consternação de seus comandantes, que iriam preferir vê-la resgatada. Vários membros da realeza e nobreza foram capturados, incluindo o filho de Alboácem, Abomar Taxufine. Entre os caídos estavam muitos intelectuais e funcionários de Granada. Iúçufe retirou-se à sua capital através de Marbelha. Alboácem marchou para Gibraltar, enviou notícias da vitória de volta para casa para evitar qualquer rebelião em sua ausência e cruzou o estreito para Ceuta na mesma noite.
Vários autores muçulmanos colocaram a culpa no sultão merínida, com Omar II de Tremecém dizendo que "humilhou o chefe do Islã e encheu os idólatras de alegria", e Almacari comentando que permitiu que seu exército fosse "espalhado como poeira diante do vento". Iúçufe parecia não ter sido culpado e continuou a ser popular em Granada. Afonso XI voltou vitorioso a Sevilha e desfilou os cativos muçulmanos e o saque levado por seu exército. Havia tanto ouro e prata que seus preços até Paris e Avinhão caíram em um sexto.

#### Após Salado
Com a maior parte das forças merínidas recuando ao norte da África, Afonso XI foi capaz de agir livremente contra Granada. Invadiu o reino em abril de 1341, fingindo um ataque contra Málaga. Quando Iúçufe reforçou este porto ocidental - levando muitos homens de outros lugares - Afonso redirecionou suas tropas para Alcalá de Benzaide, uma grande fortaleza de fronteira a 30 milhas (50 quilômetros) ao norte de Granada, cuja guarnição foi reduzida a fim de reforçar Málaga. O exército castelhano iniciou um cerco e devastou a paisagem circundante, não só levando alimentos, mas também destruindo vinhas - causando danos permanentes à agricultura local, sem qualquer benefício aos atacantes. Em resposta, Iúçufe mudou-se para uma posição forte em Pinos Puente para bloquear as tentativas castelhanas de invadir ainda mais as ricas planícies ao redor da cidade de Granada. Afonso XI estendeu os ataques a mais áreas, a fim de tentar Iúçufe a deixar sua posição, mas o exército granadino se manteve firme quando os castelhanos devastaram a área ao redor de Locubín e Illora. À medida que o cerco progredia, Iúçufe recebeu reforços merínidas de Algeciras e moveu-se seis milhas (dez quilômetros) para Moclín. Nenhum dos lados estava disposto a arriscar um ataque frontal, e Afonso, sem sucesso, tentou provocar Iúçufe numa emboscada. Com improvável alívio, os defensores muçulmanos de Alcalá ofereceram render a fortaleza em troca de salvo-conduto, ao qual Afonso concordou; a capitulação ocorreu em 20 de agosto de 1341. Iúçufe então ofereceu uma trégua, mas Afonso exigiu que quebrasse sua aliança com os merínidas, o que Iúçufe se recusou a fazer, e a guerra continuou.
Simultaneamente ao cerco de Alcalá, as tropas de Afonso também capturaram a vizinha Locubín. Nas semanas após a queda de Alcalá, os castelhanos capturaram Priego, Carcabuey, Matrera e Benamejí. Em maio de 1342, uma frota merínido-granadina navegando no estreito de Gibraltar foi emboscada por navios castelhanos e genoveses, resultando numa vitória cristã, a destruição de doze galés e a dispersão de outros navios ao longo da costa granadina.

#### Cerco de Algeciras

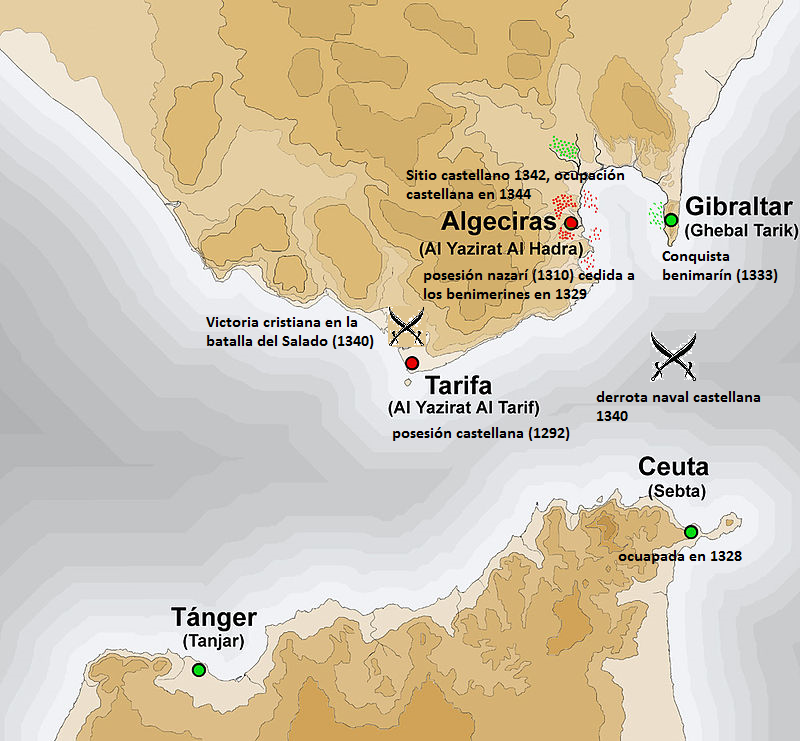
Os portos do estreito de Gibraltar entre 1329–1350: controlado pelo Império Merínida (verde) e por Castela (vermelho) em 1350

Afonso XI então teve como alvo Algeciras, um importante porto no estreito de Gibraltar que seu pai, Fernando IV, não conseguiu tomar em 1309–10. Chegou no início de agosto de 1342 e lentamente impôs um bloqueio terrestre e marítimo à cidade. O exército de Iúçufe entrou em campo, junto com as tropas merínidas de Ronda, tentando ameaçar os sitiantes pela retaguarda ou desviar sua atenção. Entre novembro de 1342 e fevereiro de 1343, invadiu as terras ao redor de Écija, entrou e saqueou Palma del Río, retomou Benamejí e capturou Estepa. Em junho, Iúçufe enviou o hájibe Riduão para Afonso, oferecendo pagamentos em troca do levantamento do cerco. Afonso rebateu a oferta aumentando o pagamento que exigiria. Iúçufe navegou ao Norte da África para consultar Alboácem e levantar o dinheiro, mas o pagamento do sultão não foi suficiente. Apesar do salvo-conduto de Afonso, a galera de Iúçufe foi atacada por um navio genovês a seu serviço, que tentou roubar o ouro. Os navios de Iúçufe repeliram o ataque; Afonso se desculpou, mas não tomou nenhuma atitude contra o capitão do navio genovês.
Os defensores muçulmanos de Algeciras fizeram uso de canhões, um dos primeiros usos registrados dessa arma em um grande confronto europeu - antes de seu uso mais conhecido na Batalha de Crécy em 1346. As forças de Afonso foram aumentadas por contingentes em cruzada de toda a Europa, incluindo da França e da Inglaterra, que estavam em guerra. Entre os nobres europeus presentes estavam o rei Filipe III de Navarra, Gastão II de Foix, o conde de Salisbúria e o conde de Derby.
Em 12 de dezembro de 1343, Iúçufe cruzou o rio Palmones e enfrentou um destacamento castelhano. Isso foi relatado em fontes castelhanas como uma derrota muçulmana. No início de 1344, Afonso construiu uma barreira flutuante, feita de árvores acorrentadas, que impedia os suprimentos de chegarem a Algeciras. Com a esperança de vitória esmaecendo e a cidade à beira da fome, Iúçufe começou as negociações novamente. Enviou um emissário, chamado Haçane Algarrafa nas crônicas castelhanas, e ofereceu a rendição de Algeciras se seus habitantes fossem autorizados a partir com seus bens móveis, em troca de uma paz de quinze anos entre Granada, Castela e os merínidas. Apesar de ter sido aconselhado a rejeitar a oferta e, em vez disso, tomar Algeciras e massacrar seus habitantes, Afonso estava ciente do resultado incerto de um ataque quando forças hostis estavam por perto. Concordou com a proposta de Algarrafa, mas pediu que a trégua fosse limitada a dez anos, o que Iúçufe aceitou. Além de Iúçufe e Afonso, o tratado incluía Alboácem, Pedro IV e o doge de Gênova. Iúçufe e Afonso assinaram o tratado em 25 de março de 1344 no acampamento castelhano fora de Algeciras.

#### Cerco de Gibraltar e eventos relacionados
A guerra estourou novamente em Granada em 1349, quando Afonso declarou que o tratado de paz não o impedia mais de atacar territórios muçulmanos porque os territórios ibéricos merínidas eram agora controlados por Abu Inane Faris, filho de Alboácem, que se rebelou e tomou Fez no ano anterior. Em junho ou julho, suas forças começaram o cerco de Gibraltar, um porto que foi capturado por Fernando IV em 1309 antes de cair nas mãos dos merínidas em 1333. Antes do cerco, Iúçufe enviou arqueiros e soldados de infantaria para reforçar a guarnição da cidade. Em julho, Afonso esteve pessoalmente presente entre os sitiantes e, no mesmo mês, ordenou que seu Reino de Múrcia[c] atacasse a Granada de Iúçufe. Apesar dos protestos de Iúçufe, Pedro IV enviou uma frota aragonesa para ajudar no cerco, embora, a fim de respeitar o tratado de paz com Iúçufe, instruiu seus homens a não prejudicarem nenhum súdito de Granada. Com os merínidas incapazes de enviar ajuda, a principal responsabilidade pelo combate a Castela recaiu sobre Iúçufe, que liderou suas tropas numa série de contra-ataques. Durante o verão de 1349 invadiu os arredores de Alcaraz e Quesada e sitiou Écija. No inverno, ele enviou Riduão para sitiar Cañete la Real, que se rendeu após dois dias.
À medida que o cerco avançava, a Peste Negra (conhecida na Espanha como Grande Mortandade [mortandad grande]), que havia entrado nos portos ibéricos em 1348, atingiu o acampamento dos sitiantes. Afonso persistiu no cerco, apesar da insistência de seus conselheiros. Ele próprio se infectou e morreu na Sexta-feira Santa de 1350 (26 de março), ou no dia anterior. As forças castelhanas retiraram-se de Gibraltar, com alguns dos defensores saindo para assistir. Por respeito, Iúçufe ordenou que seu exército e seus comandantes nas regiões fronteiriças não atacassem a procissão castelhana enquanto viajava com o corpo do rei para Sevilha. Afonso foi sucedido por seu filho de quinze anos, Pedro I. Iúçufe, Pedro e Abu Inane concluíram um tratado em 17 de julho de 1350, que duraria até 1.º de janeiro de 1357. O comércio foi reaberto entre Granada e Castela (exceto para cavalos, armas e trigo), e cativos foram trocados. Em troca de paz, Iúçufe prestou homenagem a Pedro e concordou em fornecer 300 cavaleiros leves quando solicitado, mas não se tornou formalmente vassalo. Apesar de não gostar de Pedro em particular, cumpriu suas obrigações com o tratado: enviou 300 cavaleiros - relutantemente, de acordo com o historiador Joseph O'Callaghan - para ajudar o rei a reprimir a rebelião de Afonso Fernandes Coronel em Aguilar, e se recusou a ajudar o meio-irmão do rei, Henrique, quando tentou iniciar uma rebelião contra Pedro a partir de Algeciras.

#### Iúçufe e os príncipe merínidas
Alboácem tentou sem sucesso recuperar o trono merínida até sua morte em 1351. Dois outros adversários de Abu Inane, seus irmãos Abu Alfadle e Abu Salim, fugiram para Granada. Iúçufe recusou a pressão do sultão merínida para entregá-los. Como muitos outros sultões nacéridas, descobriu que a presença de pretendentes merínidas em sua corte deu a ele vantagem no caso de os dois Estados entrarem em conflito. Com o incentivo de Iúçufe Abu Alfadle foi a Castela buscar a ajuda de Pedro. Pedro, procurando incitar outra guerra civil no Norte da África, forneceu navios para desembarcar o príncipe em Sus a fim de atacar Abu Inane. O sultão merínida ficou extremamente irritado com as ações de Iúçufe, mas se sentiu incapaz de agir, sabendo que era apoiado por Castela. Abu Alfadle foi posteriormente capturado por Abu Inane e executado em 1354 ou 1355. Abu Salim acabou se tornando sultão em 1359–1361, bem depois da morte de Iúçufe.

### Arquitetura

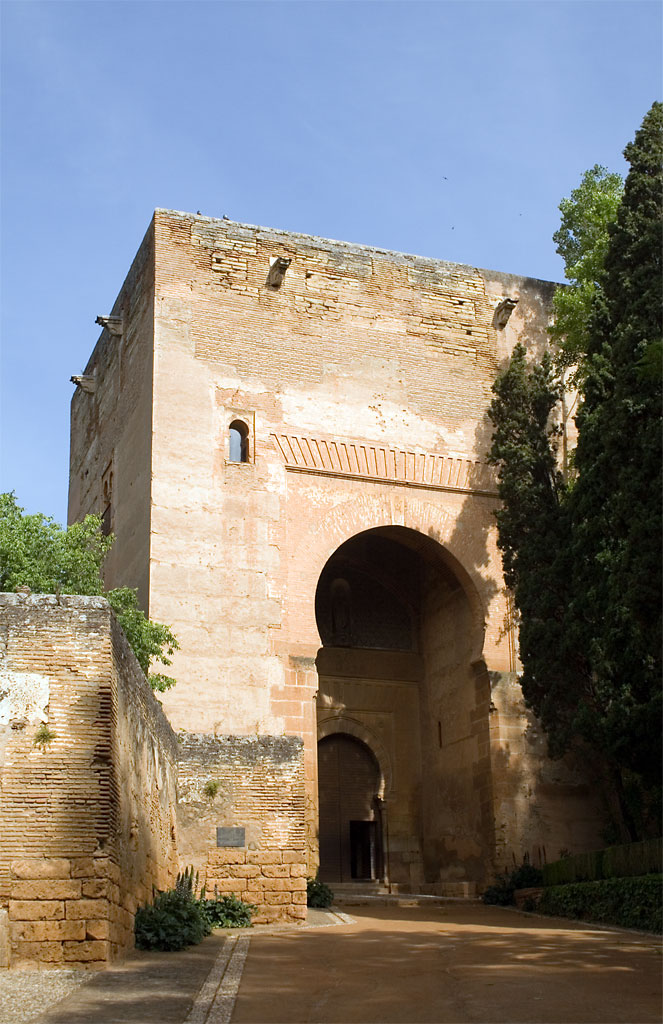
Torre da Justiça da Alhambra

Iúçufe construiu a Babe Axaria (agora a Torre da Justiça) na Alhambra em 1348, formando a grande entrada do complexo. Também construiu o que hoje é a Torre Quebrada da Cidadela da Alhambra, e a Torre do Cativo nas muralhas. Também realizou obras no Palácio de Comares, incluindo reformas do hamame (balneário), além da construção do Salão de Comares, também conhecido como Câmara dos Embaixadores, maior estrutura nacérida do complexo. Construiu várias novas paredes e torres para acomodar sua ampliação de Comares, e adornou muitos dos pátios e salões da Alhambra, como pode ser visto pela repetição de seu nome nas inscrições nas paredes. Ainda na Alhambra, construiu o pequeno salão de orações (oratório) do Palácio do Partal, que hoje é a Porta dos Sete Andares. Em 1349, fundou uma escola religiosa, a Madraça Iuçúfia, perto da Grande Mesquita de Granada (hoje Catedral de Granada), oferecendo ensino superior comparável ao das universidades medievais de Bolonha, Paris e Oxônia. Apenas sua sala de oração permanece até hoje. Construiu Alfunduque Aljadida ("o novo funduque"), hoje Corral del Carbón na cidade de Granada, o único caravançarai remanescente da era nacérida. Fora de Granada, ampliou a Alcáçova de Málaga, a casa ancestral de seu avô paterno, Abuçaíde Faraje, o ex-governador de Málaga, bem como o distrito de Gibralfaro da cidade.
Iúçufe também construiu novas estruturas defensivas em todo o seu reino, incluindo novas torres, portões e barbacãs, especialmente após a derrota do Salado. Reforçou os castelos e muralhas existentes, bem como as defesas costeiras. O hájibe Riduão construiu quarenta torres de vigia (talia), estendendo-se por toda a extensão da costa sul do reino. Iúçufe ainda reforçou as muralhas da cidade de Granada, bem como o Babe Ilbira (agora a Porta de Elvira) e o Babe Arranla (a Porta dos Ouvidos).

### Administração

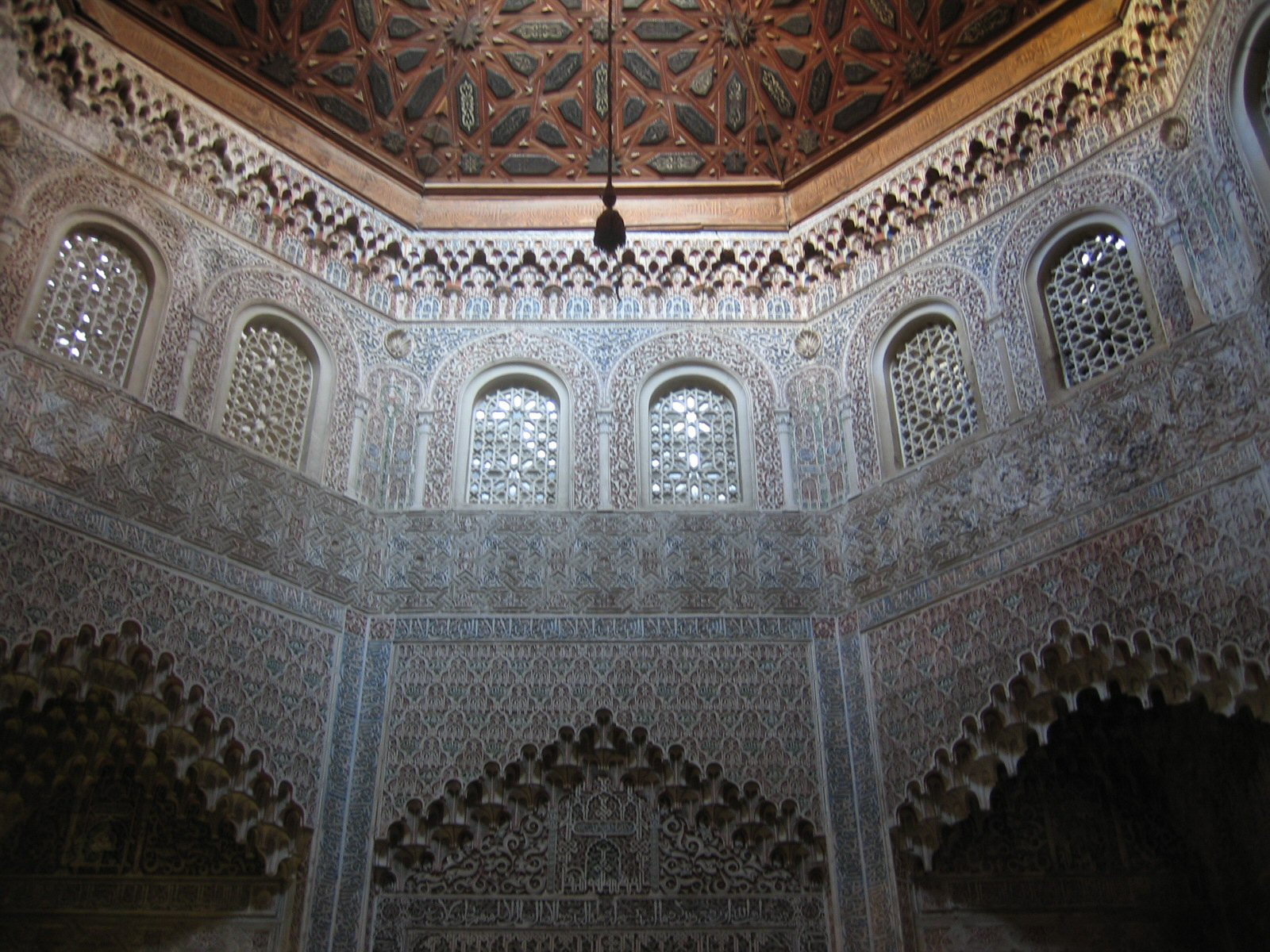
Madraça Iuçúfia

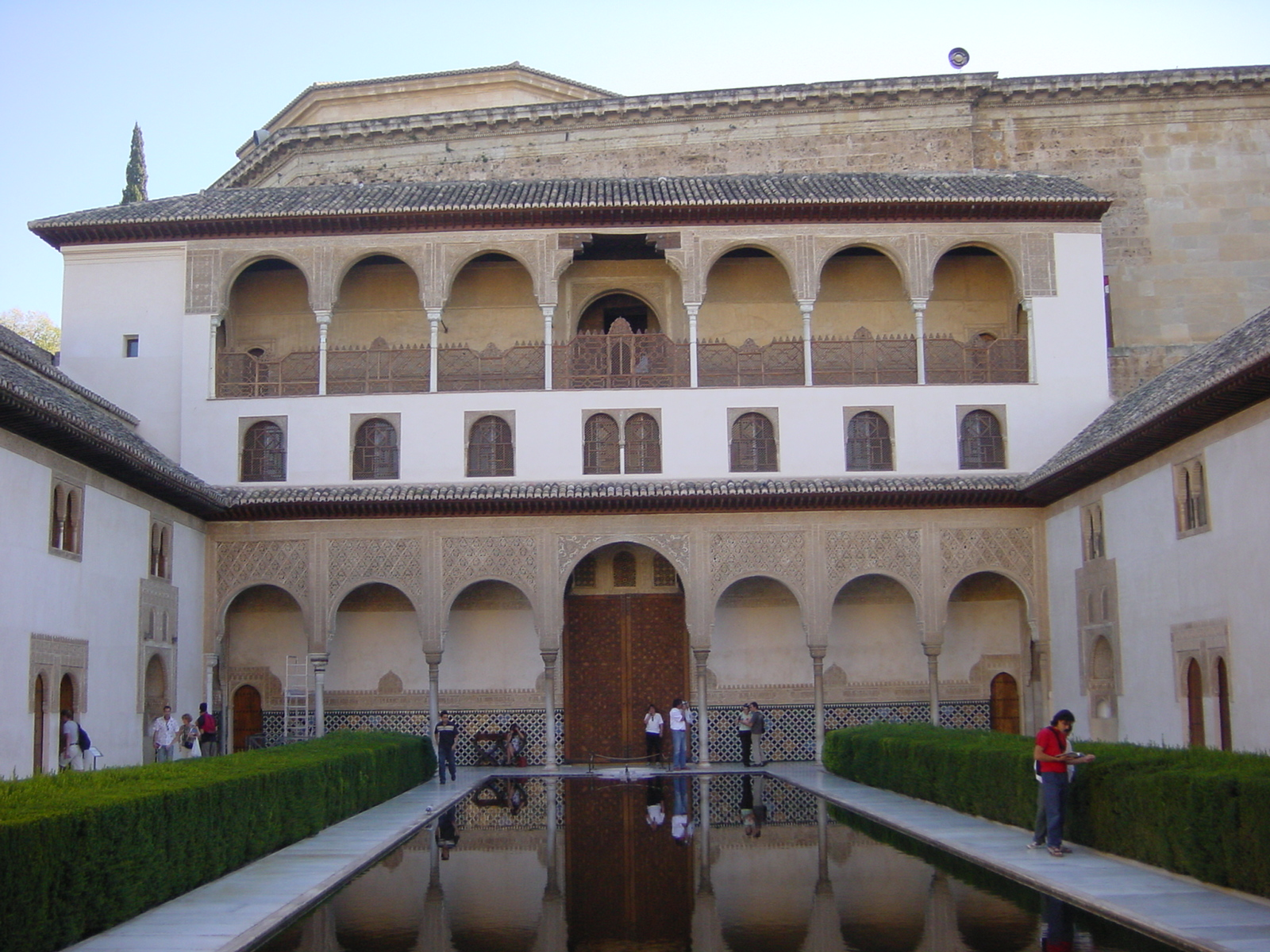
Palácio de Comares

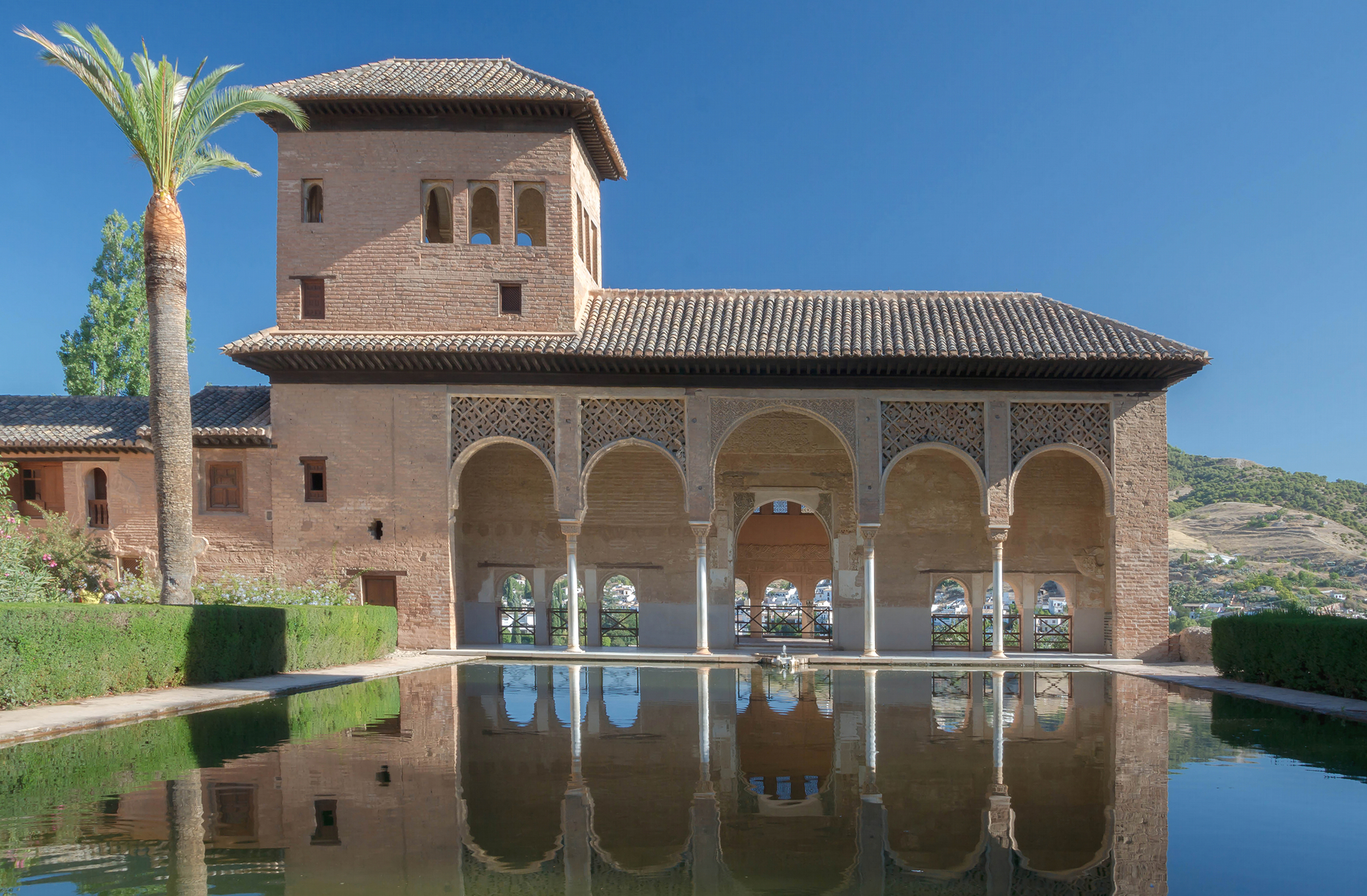
Palácio do Partal

A administração de Iúçufe foi apoiada por vários ministros, incluindo "uma constelação de grandes figuras culturais", segundo Fernández-Puertas. Entre eles estava Riduão, que ocupava o posto de hájibe (camareiro), um título criado pela primeira vez no governo nacérida para ele por Maomé IV e que ultrapassava o do vizir e outros ministros. O hájibe comandava o exército na ausência do sultão. Foi demitido e preso após a derrota no Salado; foi libertado um ano depois, mas recusou a oferta de Iúçufe de reconduzi-lo como vizir. O próximo hájibe, Alboácem ibne Almaul, veio de uma família proeminente, mas provou não ser hábil em questões políticas. Foi demitido após alguns meses e fugiu ao Norte da África para evitar as intrigas de seus rivais. O cargo de hájibe permaneceu vago até que Riduão o recuperou sob o sucessor de Iúçufe, Maomé V (primeiro reinado, 1354–1359); após o assassinato de Riduão em 1359, o posto desapareceu novamente até a nomeação de Abu Alsurrur Mufarrije por Iúçufe III (r. 1408–1417).
O famoso poeta ibne Aljaiabe foi nomeado vizir em 1341, tornando-se o ministro mais graduado e o idealizador da política cautelosa de Iúçufe depois do Salado. Também era o secretário real, portanto foi intitulado dul uizarataim ("o titular dos dois vizirados"). A Peste Negra atingiu o reino em 1348 e surtos foram registrados em suas três maiores cidades: Granada, Málaga e Almeria. A epidemia matou muitos estudiosos e funcionários, incluindo ibne Aljaiabe, que morreu em 1349. De acordo com seus desejos, foi sucedido como vizir e secretário real por seu protegido, ibne Alcatibe. Ibne Alcatibe havia entrado na chancelaria da corte (divã alinxa) em 1340, substituindo seu pai, que morreu no Salado e servindo sob o comando de ibne Aljaiabe. Depois de se tornar vizir, também foi nomeado para outros cargos, como superintendente de finanças. O "proeminente escritor e intelectual do Alandalus do século XIV" de acordo com Catlos, ao longo de sua vida ibne Alcatibe produziu obras em assuntos tão diversos como história, poesia, medicina, costumes, misticismo e filosofia. Com acesso a documentos oficiais e arquivos da corte, continuou sendo uma das principais fontes históricas do reino.
Iúçufe recebia seus súditos publicamente duas vezes por semana, na segunda e na quinta-feira, para ouvir suas preocupações, auxiliado por seus ministros e membros da família real. De acordo com Alumari, essas audiências incluíram a recitação de um décimo do Alcorão e algumas partes do hádice. Em ocasiões solenes de estado, presidia as atividades da corte numa poltrona dobrável de madeira que atualmente está preservada no Museu da Alhambra e traz o brasão nacéridas nas costas. Entre abril e maio de 1347, fez uma visita de Estado às suas regiões orientais, com o objetivo principal de inspecionar as fortificações desta parte do seu reino. Acompanhado de sua corte, visitou vinte lugares em vinte e dois dias, incluindo o porto de Almería, onde foi bem recebido pela população. Ibne Alcatibe descreve outras anedotas que ilustram a popularidade de Iúçufe, incluindo sua recepção por um juiz muito respeitado em Purchena, pelo povo - incluindo mulheres comuns - de Guadix em 1354, e por certos mercadores cristãos no mesmo ano.[d] Segundo Vidal Castro, as moedas de ouro com seu nome tinham desenhos particularmente bonitos, muitos dos quais ainda hoje são encontrados.
Na diplomacia, pela primeira vez na história nacérida, enviou uma embaixada ao Sultanato Mameluco do Cairo. Uma cópia sobrevivente de uma carta do sultão mameluco Sale Sale (r. 1351–1354) indica que Iúçufe havia pedido ajuda militar para lutar contra os cristãos; Sale orou pela vitória de Iúçufe, mas se recusou a enviar tropas, dizendo que eram necessárias para conflitos em suas próprias fronteiras. Muitas das trocas diplomáticas de Iúçufe com os governantes do Norte da África - especialmente os sultões merínidas - são preservadas no Rayhanat al-Kuttab compilado por ibne Alcatibe.
No judiciário, o juiz supremo (cádi aljama) Abu Abedalá Maomé Alaxari Almalaqui, nomeado por Maomé IV, continuou servindo sob Iúçufe até sua morte na batalha do Salado. Era conhecido por suas opiniões fortes; numa ocasião, escreveu um poema para Iúçufe alertando-o sobre funcionários que desperdiçavam receitas de impostos e, em outra, lembrou ao sultão de suas responsabilidades para com seus súditos como um líder muçulmano. Após a morte de Almalaqui, Iúçufe nomeou, consecutivamente, Maomé ibne Aiaxe, ibne Burtal e Abu Alcácime Maomé Alçábeti. Este último renunciou em 1347 e Iúçufe então nomeou Abu Albaracate ibne Alhaje Albalafiqui, que já havia servido como juiz em várias províncias e era conhecido por seu amor pela literatura. Iúçufe fortaleceu a função dos muftis, distintos juristas que emitiam pareceres jurídicos (fátuas), muitas vezes para auxiliar os juízes na interpretação de pontos difíceis da lei islâmica. A Madraça Iuçúfia, onde a lei islâmica maliquita estava entre as disciplinas ensinadas, foi criada em parte para aumentar a influência dos muftis. A ênfase de Iúçufe no império da lei e sua nomeação de juízes ilustres melhorou sua posição entre seus súditos e entre outras monarquias muçulmanas. Por outro lado, tinha uma inclinação mística que desagradou aos juristas (alfaquis) em sua corte, incluindo sua apreciação do famoso filósofo Algazali (1058–1111), cujas doutrinas sufistas não eram apreciadas pelos principais estudiosos.

## Família
De acordo com ibne Alcatibe, Iúçufe começou a "brincar com a ideia de tomar uma concubina" após sua ascensão. Tinha duas delas, ambas originalmente de terras cristãs, chamadas Butaina e Mariã / Rim.[a] Sua união com Butaina pode ter ocorrido em 737 AH (c. 1337 EC), a data de um poema escrito por ibne Aljaiabe sobre a celebração do casamento. O casamento ocorreu em um dia chuvoso, e uma corrida de cavalos foi realizada em sua homenagem. Em 1339, Butaina deu à luz seu primeiro filho, Maomé (mais tarde, Maomé V), e posteriormente a uma filha chamada Aixa. Mariã / Rim lhe deu sete filhos: dois homens - Ismail (mais tarde Ismail II, r. 1359–1360), que nasceu nove meses depois de Maomé, e Cais - e cinco mulheres - Fátima, Mumina, Cadija, Xemece e Zainabe. A filha mais velha se casou com seu primo, o futuro Maomé VI (r. 1360–1362). Dizia-se que a influência de Mariã / Rim era maior do que a de Butaina, e Iúçufe favoreceu seu segundo filho Ismail acima dos outros. Teve ainda outro filho, Amade, cuja mãe é desconhecida. Também tinha uma esposa, que era filha de um parente nacérida. Além de seu casamento em 738 AH (c. 1338 EC), não há referência a essa esposa nas fontes históricas, levando a historiadora Bárbara Boloix Gallardo a especular que poderia ter morrido cedo. Inicialmente, Iúçufe designou Ismail como seu herdeiro, mas mais tarde - alguns dias antes de sua morte - nomeou Maomé, porque considerou-se que tinha um julgamento melhor. Maomé e Ismail tinham cerca de 15 anos quando o sultão morreu.
A educação das crianças foi confiada a Abu Nuaim Riduão, o hájibe que era um ex-cristão e conseguiu ensinar ao jovem Ismail um pouco de grego. A avó de Iúçufe, Fátima, que foi influente na corte granadina por várias gerações, morreu em 1349 com 90 anos lunares e recebeu uma elegia de ibne Alcatibe. A atividade da mãe de Iúçufe, Baar, também foi atestada: quando o viajante norte-africano ibne Batuta visitou Granada em 1350 e procurou uma audiência real, o sultão estava doente e em seu lugar Baar forneceu ao viajante dinheiro suficiente para sua estadia, mesmo embora não se saiba se Baar realmente o conheceu ou se foi recebido dentro da Alhambra. A concubina Mariã / Rim desempenhou um papel importante após sua morte: em 1359, financiou um golpe que envolveu 100 homens e depôs seu enteado Maomé V em favor de seu filho Ismail.
Além de seu antecessor Maomé, Iúçufe tinha outro meio-irmão mais velho, Faraje, que se mudou ao exterior após sua sucessão. Posteriormente, ele retornou ao reino e foi preso e morto - provavelmente por motivos políticos - por ordem de Iúçufe em Almeria em 751 AH (1350/51). Iúçufe também prendeu seu meio-irmão mais novo, Ismail, que mais tarde foi libertado por Maomé V e então se estabeleceu no Norte da África. Além disso, tinha duas meias-irmãs, Fátima e Mariã, cujos casamentos arranjou. Uma delas era casada com Alboácem Ali, um membro distante da família nacérida.

## Morte
Iúçufe foi assassinado enquanto orava na Grande Mesquita de Granada em 19 de outubro de 1354 (Eide Alfitre / 1 Xaual 755 AH). Um homem o esfaqueou com uma adaga durante a última prostração do ritual de oração Eid. Ibne Alcatibe estava presente - provavelmente orando a poucos metros do sultão, visto que era então um oficial da alta corte - e suas obras incluem uma narração detalhada dos eventos. O agressor saiu das fileiras da congregação e foi em direção ao sultão. Seu movimento não foi percebido ou não assustou ninguém por causa de sua condição e posição, e ao chegar, saltou e o esfaqueou. A oração solene foi então interrompida e Iúçufe foi levado para seu apartamento real na Alhambra, onde morreu. O assassino foi interrogado, mas suas palavras eram ininteligíveis. Logo foi morto por uma multidão. Seu corpo foi queimado (de acordo com ibne Alcatibe, embora esta declaração possa se referir a sua suposta queima no fogo do inferno) ou "cortado em mil pedaços" (de acordo com ibne Caldune).
O relato de ibne Alcatibe apresenta o assassinato como um ato de um louco (manrur) sem qualquer motivo, e este é também o principal relato apresentado por Fernández-Puertas e Harvey, embora este último acrescente que a falta de motivo relatado "preencha-o com suspeita". Ibne Caldune, assim como outro historiador árabe quase contemporâneo, ibne Hajar de Ascalão, concordou que o atacante era um louco de baixa patente e inteligência. Ibne Caldune acrescentou que era um escravo nos estábulos reais que alguns suspeitavam ser um filho bastardo de Maomé IV com uma mulher negra. Isso levou Vidal Castro a sugerir uma explicação alternativa de que se tratava de um ataque com motivação política, instigado por um terceiro. Vidal Castro considera improvável que o agressor planejasse um complô político próprio, dado seu estado mental, ou que os instigadores pretendessem a entronização de um bastardo demente, visto que Iúçufe tinha seus próprios filhos como herdeiros. Em vez disso, o historiador sugere que o objetivo era simplesmente matá-lo e acabar com seu governo, aproveitando a condição única do atacante. Como suposto sobrinho de Iúçufe, teria um acesso mais fácil ao sultão e, com sua condição mental, poderia ser facilmente manipulado para conduzir um provável ataque suicida sem saber seu real objetivo. Além disso, permitiu que o ataque fosse considerado simplesmente uma ação de louco. Vidal Castro especula que os verdadeiros instigadores podem ter sido uma facção na corte cuja identidade e motivos específicos para matar Iúçufe são desconhecidos, ou agentes do sultão merínida Abu Inane, cujas relações com Iúçufe azedaram no final do reinado deste.

## Legado
Iúçufe foi sucedido por seu filho mais velho, que se tornou Maomé V. Foi sepultado no cemitério real (rauda) da Alhambra, ao lado de seu bisavô, Maomé II, e de seu pai, Ismail I. Séculos depois, com a rendição de Granada, o último sultão, Maomé XII (também conhecido como Boabdil), exumou os corpos neste cemitério e enterrou-os novamente em Mondújar, parte das suas propriedades em Alpujarras. Fernández-Puertas descreve os reinados de Iúçufe e seu sucessor Maomé V como o "clímax" do período nacérida, visto a partir da produção arquitetônica e cultural do reino e do florescimento do estudo da medicina.[e] Da mesma forma, o historiador Brian A. Catlos descreve os reinados desses dois sultões como a "era da maior glória" do reino, e Rachel Arié descreve o mesmo período como seu "apogeu". L. P. Harvey descreve as conquistas culturais de Iúçufe como "consideráveis" e "sólidas", e como marcando o início da "Idade de Ouro" da dinastia. Além disso, a Granada de Iúçufe sobreviveu à "investida violenta dos ataques de Afonso XI" e, no final, reduziu sua dependência dos merínidas. No entanto, Harvey observa que foi derrotado no Salado, "o maior revés individual sofrido pela causa muçulmana" durante o período nacérida antes da queda de Granada, e presidiu as perdas estrategicamente significativas de Algeciras e Alcalá de Benzaide.